# Bactrocera aemula
Bactrocera aemula är en tvåvingeart som beskrevs av Drew 1989. Bactrocera aemula ingår i släktet Bactrocera och familjen borrflugor. Inga underarter finns listade.